# Хана Молл
Хана Молл (англ. Hana Moll, нар. 31 січня 2005) — американська легкоатлетка, яка спеціалізується у стрибках з жердиною.

## Спортивні досягнення
Чемпіонка світу серед юніорів у стрибках з жердиною (2022).